# Indre By
Indre By – dzielnica Kopenhagi. Zaczyna się przy Strøget (dużo zabytków i atrakcji). Obejmuje ona obszar 4,65 km², a gęstość zaludnienia wynosi 5638 na km².

## Sąsiednie dzielnice miasta
- Na wschodzie i południowym wschodzie jest Christianshavn
- Na północ jest Indre Østerbro
- Na południowym zachodzie Vesterbro
- na południe jest Vestamager

## Zabytki oraz interesujące miejsca
- Amalienborg
- Christiansborg
- Dworzec Centralny w Kopenhadze
- Rosenborg
- Strøget
- Rådhus (ratusz)
- Domhuset
- Helligånds Kirke, pochodzi z XIV wieku
- W. Ø. Larsenes Tobaksmuseet
- Skt Nikolai Kirke (kościół)
- Kongens Nytorv, plac pochodzący z średniowiecza
- Teatr Królewski, pochodzi z 1874
- Charlottenborg, pochodzi z 1683
- Vor Frue Kirke (katedra Kopenhagi)
- Rundetårnet (okrągła wieża)
- Muzeum Historii Sztuki
- Muzeum Klasy Robotniczej

## Uczelnie
- Uniwersytet Kopenhaski